# Cucullia mixta
Cucullia mixta är en fjärilsart som beskrevs av Evans. Cucullia mixta ingår i släktet Cucullia och familjen nattflyn. Inga underarter finns listade i Catalogue of Life.